# Vicálvaro
Vicálvaro är ett distrikt i sydöstra delen av Madrid, Spanien. Det gränsar i väster till distriktet Moratalaz (på andra sidan av ringleden M-40), i norr till distriktet San Blas (på andra sidan av ringleden M-40, avenida de Canillejas a Vicálvaro, radialförbindelsen R-3 och trafikleden Vicálvaro–Coslada), i söder till Puente de Vallecas och  Villa de Vallecas (på andra sidan autovian A-3) och i öster till kommunerna Coslada, San Fernando de Henares och Rivas-Vaciamadrid.
Världens största fyndighet av sjöskum (sepiolit) exploateras i Vicálvaro vid foten av berget  Almodovar, en plats där man funnit en rik fyndighet av redskap i flinta från Paleolitikum, för omkring 30 000 år sedan.

## Historia
Det äldsta dokument som nämner Vicálvaro dateras till 1352. Dokumentet förvaras i Vatikanens arkiv och nämner vicalvarobornas los vicalvareños betalning av tionde till kyrkan.
Genom kungligt dekret den 28 mars 1844, skapas Guardia Civil av drottning Isabel II. Vicálvaro blev förläggning för kavelleriet i kåren, och omvandlades under Franco till förläggning för artilleriet, den bepansrade divisionen Brunete, regemente Nº: 11. Nu är regementsbyggnaden en del av Universidad Rey Juan Carlos.
1854 var Vicálvaro scenen för en militär resning mot den nationella regeringen och med O'Donnell i spetsen. Händelsen är känd som "La Vicalvarada" och ägde rum i parken som nu bär detta namn. 
Under spanska inbördeskriget låg Vicálvaro inom den republikanska zonen, vilket har lämnat sina spår genom bunkers och skyttegravar mellan Ambroz och Vallecas, av vilka det fortfarande finns kvar en del rester. Man byggde också underjordiska skyddsrum i olika delar av den gamla staden. Flera invånare blev avrättade under och efter inbördeskriget och en stor del av dess konstnärliga arv förstöras.
Vicálvaro tillhörde Alcalá de Henares tills det upphörde som municipio 1950. Det blev en del av Madrid 1951, och Vallecas och Ventas (1951) och anslöts 1971 till Moratalaz. Vid omstruktureringen 1987 omvandlades det till ett självständigt distrikt.

## Administrativ indelning

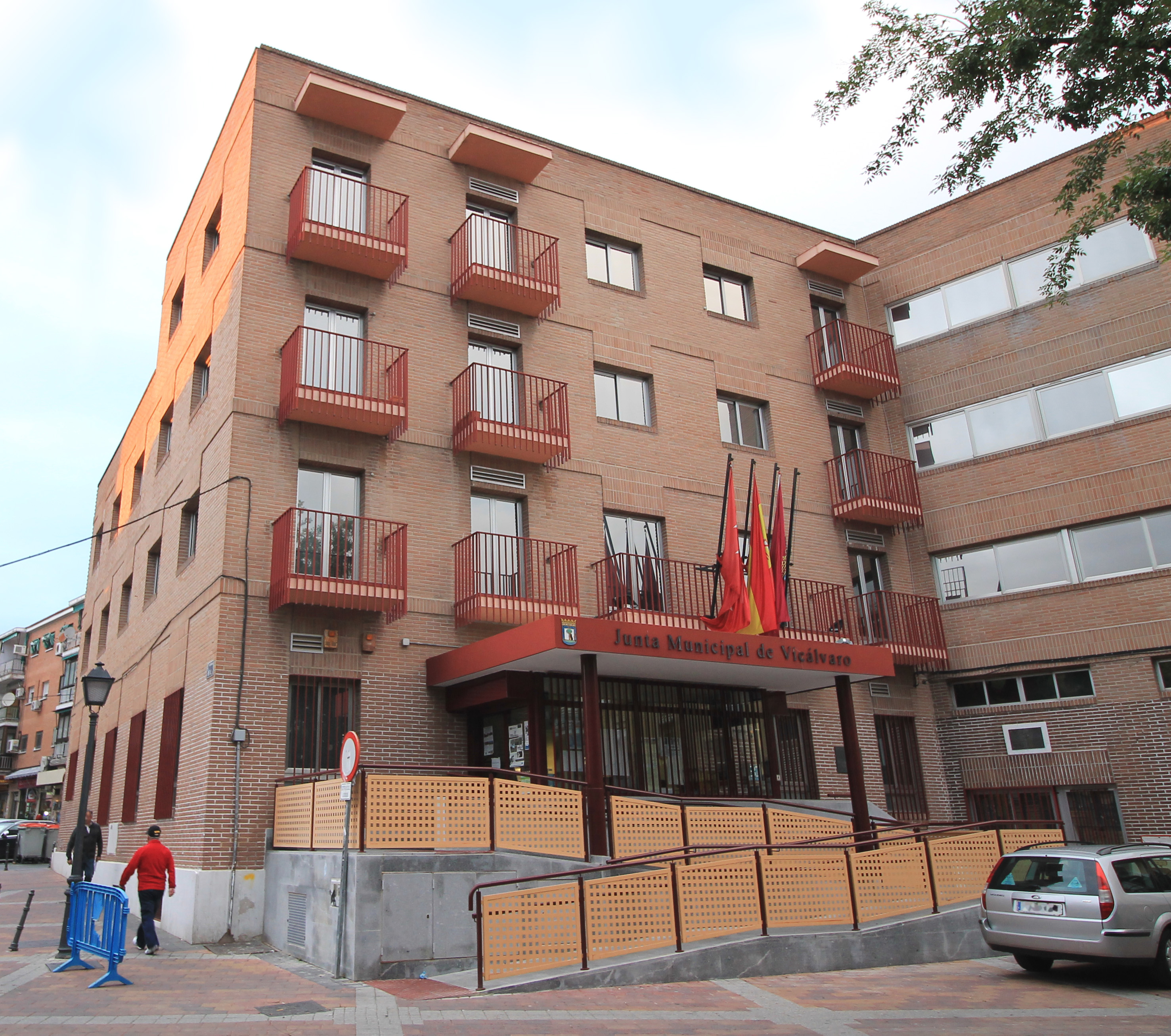
Junta Municipal i Vicálvaro.

Administrativt indelas Vicálvaro i två stadsdelar: Den historiska delen av Vicálvaro (Casco Histórico de Vicálvaro) och Ambroz. Enligt folkräkningen 2001 uppgick antalet invånare i Vicálvaro till 27 284 personer varav 17 338 personer i Casco H. de Vicálvaro och 9 946 personer i Ambroz. År 2009 uppgick befolkningen i Vicálvaro till 70050 personer.
Fördelning av bebyggelsen i distriktet gör dock att indelningen i de nämnda administrativa stadsdelarna kan upplevas som felaktig. I praktiken kan man i stället tala om tre stora barrios:
- Vicálvaro som inrymmer den historiska delen av det som fram till 1951 var en från Madrid oberoende municipio, och områdena San Juan, Mil Viviendas, Las Cruces och Anillo Verde (som av vicalvareños själva ibland benämns poblados, colonias eller barrios). Allt detta bildar stadsdelen Ambroz och en del av stadsdelen Casco Histórico.
- Valdebernardo som ligger i västra delen av distriktet, och väsentligen byggdes under 1990-talet. Administrativt är det en del av Casco Histórico de Vicálvaro.
- Valderrivas är den senaste skapelsen (1998), och ligger på den mark som tidigare (1923–1995) upptogs av cementfabriken Cementos Portland Valderrivas. Företaget sålde egendomen (40% av terrängen ansågs vara möjlig att bebygga och Portland tog på sig ansvaret för att bebygga marken). På grund av kommunala bestämmelser och också ifrågasättanden om fabrikens lokalisering, blev det nödvändigt att flytta till en annan kommun och produktionsprocessen överfördes till Morata de Tajuña. I och med detta revs den skorsten som varit en symbol för landskapsbilden kring Vicálvaros under årtionden. Den nya stadsdelen har varit orsaken till att befolkningen har ökat i distriktet och att en föryngring skett. I området ligger också stadsdelen La Catalana som framförallt är av kommersiell karaktär. Denna del ligger närmast gränsen till Coslada och är ännu under konstruktion. Administrativos hör området, liksom Valderrivas och La Catalana, till den historiska delen av Vicálvaro.

Stadsdelarna Valdebernardo och Valderrivas har varit den del av distriktet som har växt mest (runt 23%) under de senaste åren (2004 -2009). Med en låg medelåldern i Valdebernardo och Valderrivas, i medeltal 36,55 år, har detta lett till en befolkningsmässig föryngring av distriktet.

## Kommunikationer

### Cercanías
En enda station för Madrids pendeltåg (Cercanía) finns i östra delen av området, Puerta de Arganda, Vicálvaro. Där passerar linjerna C-2 och C-7. Samtidigt tjänar stationen som omstigningsplats och byte till metrolinjen 9, och busslinjerna 4, 71 och E3 EMT.

### Metro de Madrid
Området betjänas av tunnelbana genom linje 9 som löper under boulevarderna José Prat och Indalecio Prieto, el Camino Viejo de Vicálvaro och calle San Cipriano. Fyra stationer finns inom området: Valdebernardo, Vicálvaro, San Cipriano och Puerta de Arganda.

## Festdagar
Distriktets festdagar äger rum den sista veckan i juni (torsdag till söndag). Dessa festdagar är arvtagare till San Juan-dagarna, vilka firas i stadsdelen med samma namn och äger rum den 24 juni och dagarna därefter. Nu för tiden firar man San Juan-natten med en traditionell eld och resten av festligheterna har man förskjutit till den sista veckan i månaden.
Den 15 augusti är det fest till minne av Vicálvaros skyddshelgon: Santa Maria de la Antigua, som sammanfaller med samhället Vicálvaros fest vilken man alltid har firat, med undantag för åren för spanska inbördeskriget.